# احمد ولی کرزی
احمد ولی کرزی (۱۹۶۱- ۱۲ ژوئیه ۲۰۱۱) رئیس شورای ولایتی قندهار و برادر ناتنی حامد کرزی رئیس جمهور افغانستان بود.
او در روز دوازدهم ژوئیه ۲۰۱۱ به وسیله یکی از نزدیکانش کشته شد. طالبان مسئولیت ترور او را برعهده گرفت. وی از پرقدرت‌ترین شخصیت‌های سیاسی در قندهار بزرگترین شهر جنوب افغانستان بود که نیروهای ناتو برای برقراری آرامش نسبی در منطقهٔ بحرانی جنوب افغانستان روی کمک‌های او حساب ویژه‌ای باز کرده بودند.
کرزای توانسته بود با استفاده از روابط خانوادگی و قبیله‌ای قدرتمند خود روسای بسیاری از قبایل دشمن در منطقهٔ قندهار را به آشتی سوق دهد. وی از سوی مخالفانش همواره به دست داشتن در قاچاق مواد مخدر متهم می‌شد اما خود این اتهام را به شدت تکذیب می‌کرد.
وی تا قبل از سقوط طالبان در شهر شیکاگو زندگی می‌کرد. وی پیش از ترور موفق ۱۲ ژوئیه هم هدف چندین ترور ناموفق قرار گرفته بود که طالبان مسئولیت آن‌ها را بر عهده گرفته بود.